# Маунт-Эри (Мэриленд)
Маунт-Эри (англ. Mount Airy) — город в округах Карролл и Фредерик в штате Мэриленд в Соединённых Штатах Америки. Город разделён не только между округами, но и между Вашингтонской и Балтиморской агломерациями.
Согласно данным переписи населения США 2020 года число жителей города 
составляло 9,654 человека, что чуть больше, чем было во время предыдущей переписи (9458 человек).

## История
Первые постоянные поселенцы появились здесь около 1830 года и их жизнь была в основном связана с железнодорожной станцией на пути Baltimore and Ohio Railroad. Затем здесь появилась мукомольные, консервные и швейные предприятия, которые на протяжении многих лет являлись основой местной промышленности.

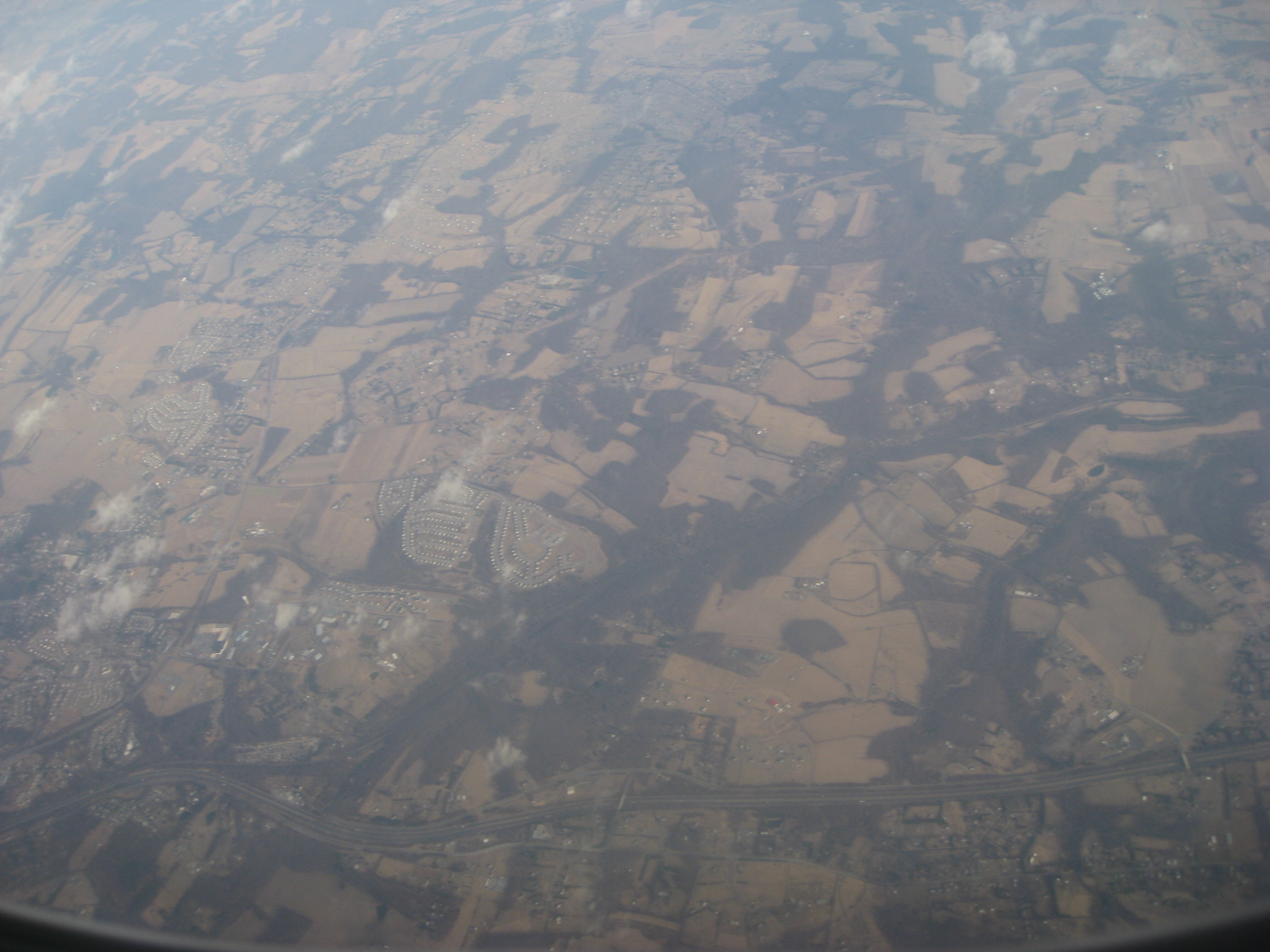
Маунт-Эри. Аэрофотосъёмка.

Когда округ Кэрролл определил свои постоянные границы в 1837 году, Маунт-Эри был разделен между двумя округами, Кэрролл и Фредерик; с тех пор город остается в двух округах.
К 1890-м годам рост города значительно увеличился, были построены три новые церкви (одна епископальная и две методистские), а в 1901 году был построен важный мост — Двойная арка.
Три больших пожара (1903, 1914 и 1925) нанесли существенный ущерб городу, но каждый раз жители восстанавливали его.
В 1984 году исторический район города, включающий железнодорожную станцию, был добавлен в Национальный реестр исторических мест США.
В 2007 году президент Джордж Буш-младший выступил с речью в Маунт-Эри.

## География
Маунт-Эри расположен в штате Мэриленд на границе округов Фредерик и Кэрролл, в восточной части округа Фредерик и юго-западном углу округа Кэрролл. Многочисленные долины, которые простираются на восток и запад от этого хребта, придают городу его необычно холмистый рельеф.
По данным Бюро переписи населения США, город Маунт-Эри имеет общую площадь 4,13 квадратных миль (10,70 км2), из которых 4,12 квадратных миль (10,67 км2) — это суша и 0,01 квадратных миль (0,03 км2 или 0,29%) — это водная поверхность.